# Gagaʻifomauga
Gagaʻifomauga – jeden z 11 dystryktów Samoa. Położony jest w północnej części wyspy Savaiʻi. W roku 2001 liczba ludności wynosiła 4770 osób. Ośrodkiem administracyjnym jest Aʻopo.